# HMS Gnat (1915)
HMS Gnat — brytyjska kanonierka rzeczna typu Insect (nazywanego także „dużymi kanonierkami chińskimi” — ang. Large China Gunboats), z okresu obu wojen światowych. Był to czwarty okręt o tej nazwie (pol. komar).
Zbudowana razem z bliźniaczymi jednostkami na podstawie zamówienia z lutego 1915, dla patrolowania Dunaju w czasie I wojny światowej, ostatecznie nie trafiła tam podczas wojny, podobnie jak inne jednostki jej typu. Po ukończeniu, została w 1916 przeholowana do Zatoki Perskiej. Później w 1920 została przebazowana do Chin, by służyć do patrolowania rzeki Jangcy i ochrony tam brytyjskich interesów.

## Służba podczas II wojny światowej
Po wybuchu II wojny światowej kanonierka została między wrześniem a grudniem 1939 dostosowana do zadań trałowania min. Następnie na przełomie 1940 roku została przeholowana na Morze Śródziemne, do Aleksandrii, gdzie dotarła w listopadzie. Dowódcą był wówczas kmdr ppor. (Lt Cdr) S.R.H. Davonport.
Od listopada 1940 wspierała natarcie brytyjskich wojsk lądowych 8. Armii w kierunku Tobruku, a 9 grudnia 1940 ostrzeliwała Tobruk (m.in. z monitorem HMS „Terror” i bliźniaczymi HMS „Aphis” i „Ladybird”). W nocy 20/21 stycznia 1941 ponownie ostrzeliwała pozycje w Marsa el Shal koło Tobruku, z HMS „Terror” i „Ladybird”.
Kanonierka w kolejnych miesiącach w dalszym ciągu służyła bojowo na wschodnim Morzu Śródziemnym. Między innymi, nocami 9/10 i 10/11 kwietnia 1941 ostrzeliwała Bomba koło Derny wraz z HMS „Aphis”, a 14 kwietnia pozycje wojsk koło Sollum. Tego dnia „Gnat” został uszkodzony przez niemieckie bombowce (1 zabity), lecz zdołał powrócił do Mersa Matruh. W nocy 13/14 maja "Gnat" bombardował lotnisko w Gazali, a w dzień baterie artylerii w Tobruku.
W nocy 19/20 października 1941 „Gnat” ostrzeliwał niemiecką artylerię koło Tobruku. W drodze powrotnej 21 października o 4.45 kanonierka została storpedowana i poważnie uszkodzona przez okręt podwodny U-79 na północ od Bardii, na pozycji 32°08′N 25°22′E/32,133333 25,366667. Torpeda oderwała dziób, nie było ofiar w ludziach. Została następnie odholowana do Aleksandrii przez niszczyciel HMS „Griffin”, pod osłoną „Jaguar”, a następnie przez holownik „St. Monace”. Do portu dotarła 23 października, lecz ostatecznie zrezygnowano z remontu (próby dospawania dziobu z bliźniaczej HMS „Cricket” były nieudane).
Okręt osadzono następnie na mieliźnie koło Aleksandrii i używano jako baterię przeciwlotniczą, do 1944. W 1945 został sprzedany na złom w Aleksandrii.